# شون وايت
شون وايت (بالإنجليزية: Shaun White)‏  (و. 1986  م) هو ممثل، ومتزلج لوحي، ومتزلج على الثلوج أمريكي، ولد في سان دييغو، شارك في الألعاب الأولمبية الشتوية 2006، وتزلج على الثلوج في الألعاب الأولمبية الشتوية 2010 – رجال نصف أنبوب ‏، والتزلج على الثلوج في الألعاب الأولمبية الشتوية 2018 – رجال نصف أنبوب ‏، وSnowboarding at the 2006 Winter Olympics – Men's halfpipe ‏، والألعاب الأولمبية الشتوية 2010، والألعاب الأولمبية الشتوية 2014، والألعاب الأولمبية الشتوية 2018.

## وصلات خارجية
- شون وايت على موقع IMDb (الإنجليزية)
- شون وايت على موقع الموسوعة البريطانية (الإنجليزية)
- شون وايت على موقع ألو سيني (الفرنسية)
- شون وايت على موقع أول موفي (الإنجليزية)
- شون وايت على موقع قاعدة بيانات الأفلام السويدية (السويدية)
- شون وايت على موقع إن إن دي بي (الإنجليزية)
- شون وايت على موقع قاعدة بيانات الفيلم (الإنجليزية)
- شون وايت على موقع كينوبويسك (الروسية)
- شون وايت على موقع الاتحاد الدولي للتزلج (ركوب لوح الثلج) (الإنجليزية)
- شون وايت على موقع اللجنة الأولمبية الدولية (الإنجليزية)
- شون وايت على موقع أوليمبيديا (الإنجليزية)
- شون وايت على موقع اللجنة الأولمبية والبارالمبية الأمريكية (الإنجليزية)
- شون وايت على موقع ألعاب إكس (مؤرشف) (الإنجليزية)

- شون وايت  على موقع SportsReference  - سبورتس رفرنس